# Manjar turco

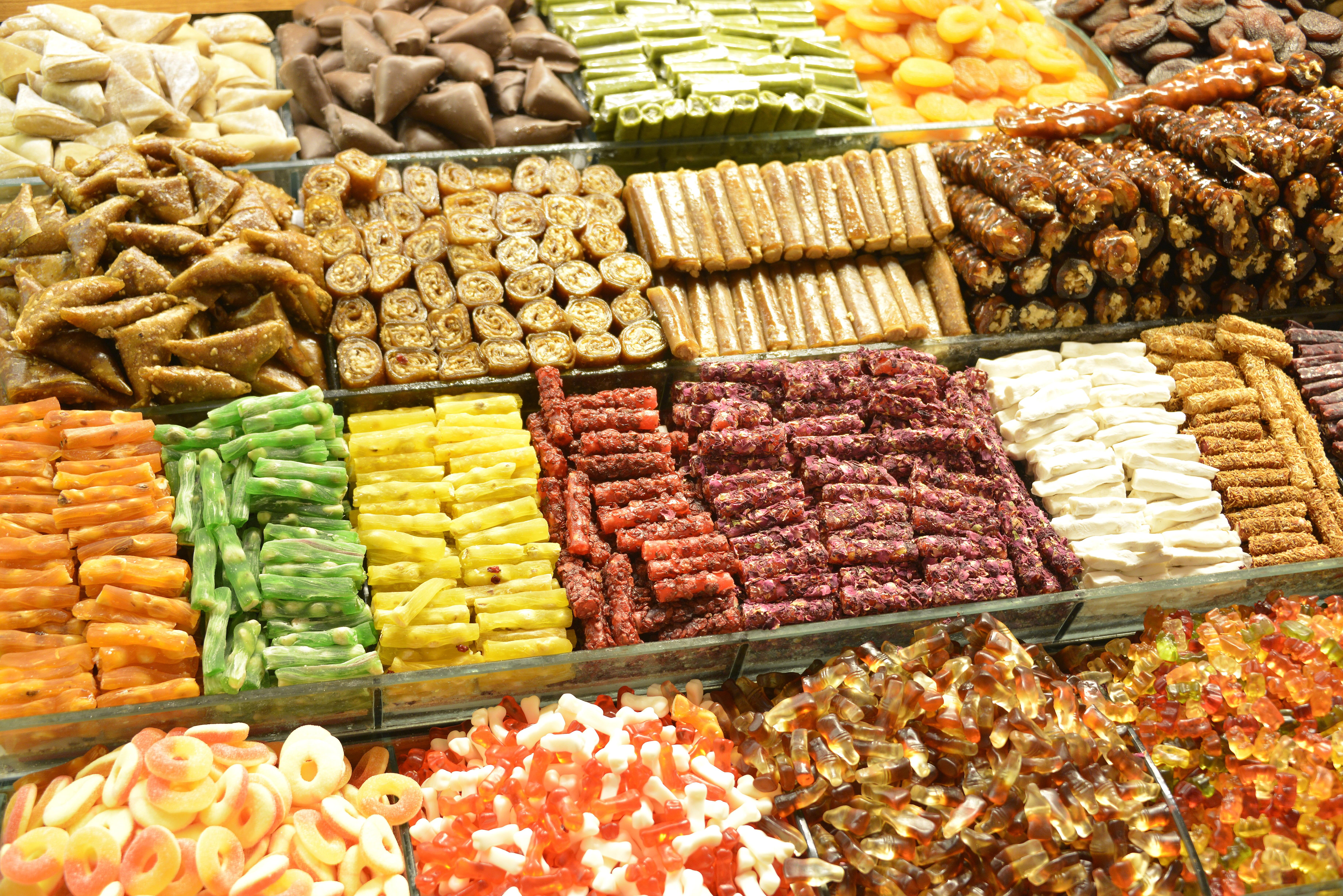
Uma mostra de manjar turco em Istanbul

A Delícia turca, manjar turco, bala de goma ou mais conhecido como lokum ou loukum o rahat lokum é uma sobremesa turca feita de amido de milho e açúcar. Tem geralmente um sabor a água de rosas ou limão, o que dá a sua cor de flor rosa pálida. É macio, com consistência de geleia e coberto com açúcar de confeiteiro para não endurecer rápidamente.

## Origem
Embora haja poucas fontes, a sua origem remonta à Pérsia antiga, onde o doce já era produzido como uma goma doce e com aroma a rosas; mais tarde, os seus conhecimentos foram passados aos povos ocidentais, que o conheceram e o adotaram.

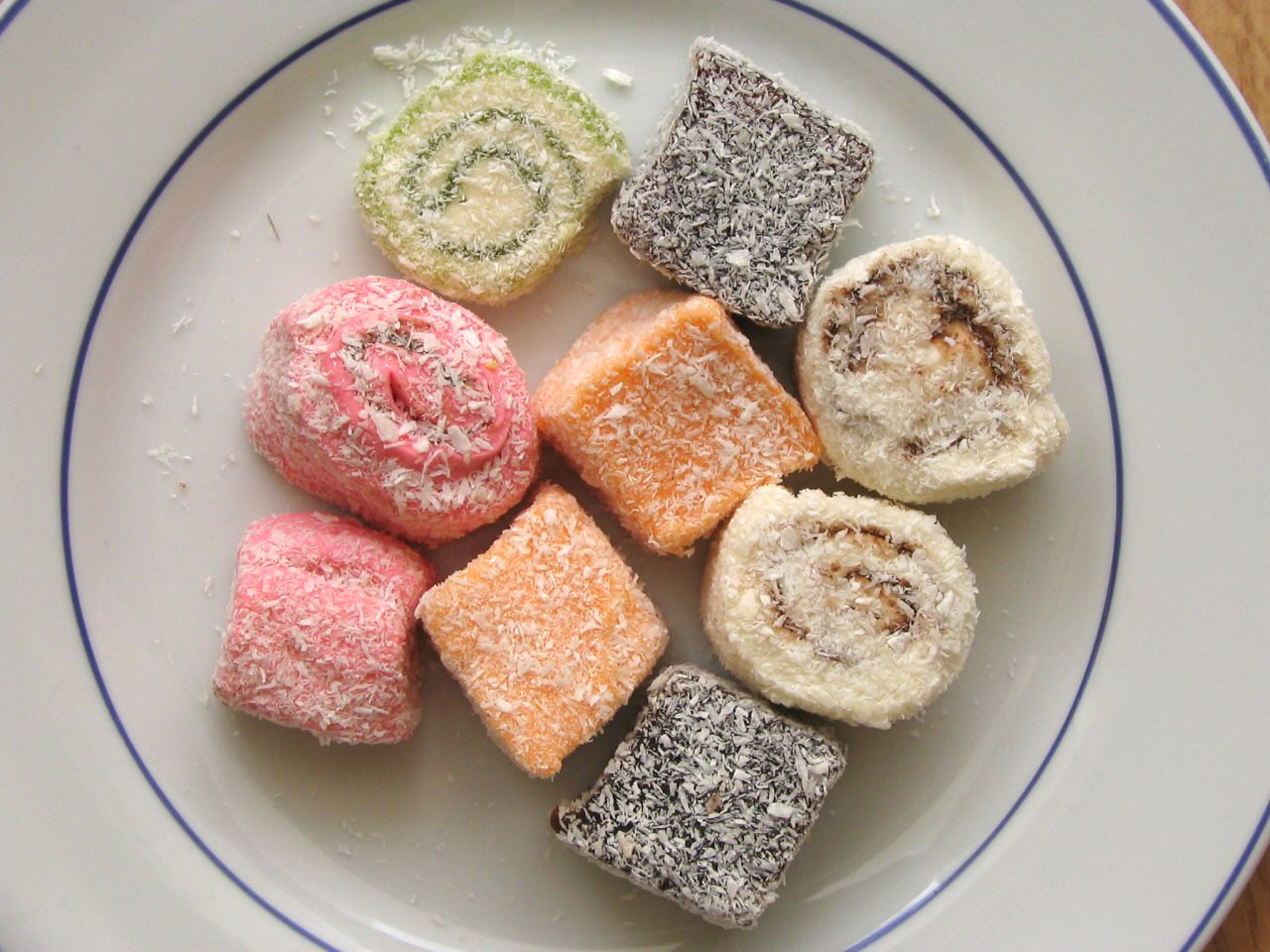
Várias variantes de delícias turcas com destaque para o coco seco

## Nome
Existe o turco lokum, o árabe luqma e nome libanês ḥalgūm.[carece de fontes?] De entre os seus vários nomes conhecidos, o mais famoso é o inglês Turkish delight.